# ماریا آردوندو
ماریا آردوندو (انگلیسی: Maria Arredondo؛ زادهٔ ۶ ژوئیهٔ ۱۹۸۵) خواننده و هنرمند اهل نروژ است.